# Jacob van Reenen

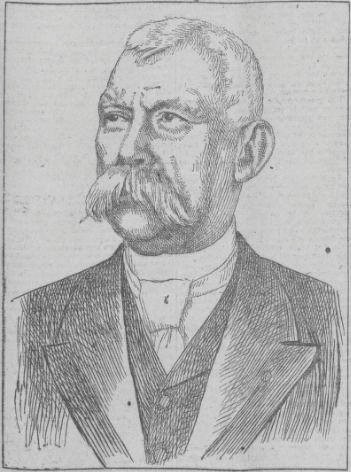
Jacob van Reenen, 1923

Jacob van Reenen (Bergen (Noord-Holland), 8 april 1859 – aldaar, 22 augustus 1951) was burgemeester en gemeentesecretaris van de Nederlandse plaats Bergen en heer van de gelijknamige heerlijkheid.

## Biografie
Van Reenen, lid van de familie Van Reenen en oudste zoon van mr. Jan Jacobus Henricus van Reenen (1821-1883) en jkvr. Wilhelmina Jacoba Rendorp van Marquette (1832-1908), was al jong voorbestemd om zijn vader op te volgen als heer van de heerlijkheid Bergen. Ook was geregeld dat hij de toenmalige burgemeester van Bergen, Samuel Cornelis Holland, zou opvolgen bij diens pensionering. In 1851 had zijn vader de heerlijkheid Bergen op een veiling weten te verwerven voor ƒ 172.000. Toen zijn vader in 1883 overleed was hij net vier maanden getrouwd met de uit Duitsland afkomstige hoogleraarsdochter Marie Amalie Dorothea Völter. Vanwege zijn jeugdige leeftijd kon hij toen nog niet benoemd worden tot burgemeester. Dat gebeurde pas in 1885. Door testamentaire regelingen wisten de ouders van Jacob van Reenen er zorg voor te dragen, dat de heerlijkheid niet verdeeld zou worden onder hun twaalf kinderen, maar ongedeeld zou blijven. Op de achtergrond adviseerde een oom, de invloedrijke politicus Gerlach Cornelis Joannes van Reenen, de jonge erfgenaam.
Van Reenen slaagde erin om het uitgebreide landgoed op een lucratieve wijze te exploiteren. De belangen van Bergen en van de heerlijkheid vielen daarbij geregeld samen. Samen met zijn echtgenote Marie Völter, die een belangrijke sociale functie in Bergen en omstreken vervulde, bracht hij de badplaats Bergen aan Zee tot ontwikkeling. Om de plannen te financieren bracht hij landbouwkolonies tot ontwikkeling. In de plaats Bergen zelf werd een villawijk aangelegd, het Van Reenenpark. Door de culturele inspanningen van het burgemeestersechtpaar werd de plaats Bergen een geliefde woon- en werkplek voor diverse kunstenaars, waarvan een groot aantal later getypeerd zou worden als behorend tot de Bergense School.
In 1923 legt hij het burgemeestersambt van Bergen neer en wordt in die functie opgevolgd door zijn jongste zoon Hendrik Daniël Adolf (1889-1972). De bevolking van Bergen schenkt ter gelegenheid van zijn afscheid in 1923 een marmeren bank, met daarin een portretmedaillion met zijn beeltenis, gemaakt door de beeldend kunstenaar Tjipke Visser.
- International Standard Name Identifier: 0000 0003 9572 0045
- Nederlandse Thesaurus van Auteursnamen: 074249304
- Virtual International Authority File: 290484117
- WorldCat: E39PBJckW4CkDfrmhmR9VjdbBP